# 危地馬拉珠毒蜥
危地馬拉珠毒蜥（Heloderma charlesbogerti），是毒蜥屬下的一個瀕危物種，分佈在瓜地馬拉東北部莫塔瓜河谷的乾旱森林。牠們只是異域性亞種，與鄰近的墨西哥毒蜥亞種只相差250公里。。目前該物種據信野外只有少於200條，為瀕危物種。

## 分類
危地馬拉珠毒蜥分類在毒蜥科中，這是屬於有毒素分泌腺的爬行動物分支。牠們不單是墨西哥毒蜥的異域性亞種，在顏色及大小上也與其他亞種有所不別，是最細小的亞種。牠們個別的平均分佈地為130公頓。
危地馬拉珠毒蜥最初是由一個農業工人於1984年在莫塔瓜河谷發現。其亞種名是為紀念美國爬蟲學家Charles Mitchill Bogert。

## 食性
危地馬拉珠毒蜥棲息在充滿鴿子及鸚鵡鳥巢的河谷，鳥蛋正是牠們的主要食物。鳥巢所在樹幹足以支撐牠們身體的重量。牠們也會獵食昆蟲，如甲蟲及蟋蟀。牠們受到《瀕危野生動植物種國際貿易公約》附錄一及二的保護。

## 外部連結
- International Reptile Conservation Foundation（页面存档备份，存于）